# Aşağıçatak, Hilvan
Aşağıçatak là một xã thuộc huyện Hilvan, tỉnh Şanlıurfa, Thổ Nhĩ Kỳ. Dân số thời điểm năm 2011 là 190 người.